# Nucula fernandensis
Nucula fernandensis is een tweekleppigensoort uit de familie van de Nuculidae. De wetenschappelijke naam van de soort is voor het eerst geldig gepubliceerd in 1971 door Villarroel.